# Giuni Russo (Rhino Collection)
Giuni Russo (Rhino Collection) è una raccolta postuma della cantautrice Giuni Russo, pubblicata nel 2011 da Rhino Records.

## Tracce
1. Soli noi
2. La chiave
3. Un'estate al mare
4. Good Good-bye
5. Sere d'agosto
6. Abbronzate dai miraggi
7. Aprite le finestre
8. Champs Elysées
9. Buenos Aires
10. Limonata cha cha cha
11. Mediterranea
12. Lettera al governatore della Libia
13. Una vipera sarò
14. Alla spiaggia dell'amore
15. Amala
16. Adeste fideles